# Liste des choix de repêchages des Crusaders de Cleveland
Cette liste contient tous les joueurs de hockey sur glace ayant été repêchés par les Crusaders de Cleveland, franchise de l'Association mondiale de hockey. Les joueurs listés ci-dessus n'ont pas obligatoirement joué un match sous le maillot de l'équipe.
Elle regroupe les joueurs depuis le Repêchage de 1973 organisé par l'AMH, jusqu’au Repêchage de 1976. Les joueurs sont classés par année de repêchage. Les deux premières colonnes donnent le rang et le tour duquel le joueur a été repêché suivis de son nom, de sa nationalité et de sa position de jeu.

## Les repêchages amateurs

### 1973
| No  | Tour | Nom               | Nationalité | Position       |
| --- | ---- | ----------------- | ----------- | -------------- |
| 10  | 1er  | Lanny McDonald    | Canada      | Ailier droit   |
| 24  | 2e   | George Pesut      | Canada      | Défenseur      |
| 36  | 3e   | Robbie Neale      | Canada      | Centre         |
| 49  | 4e   | Russ Walker       | Canada      | Ailier droit   |
| 62  | 5e   | Richard Latulippe | Canada      | Centre         |
| 75  | 6e   | Bob Smulders      | Canada      | Ailier droit   |
| 88  | 7e   | Ron Serafini      | États-Unis  | Défenseur      |
| 100 | 8e   | Michel Latrielle  | Canada      | Défenseur      |
| 111 | 9e   | Bruce Greig       | Canada      | Ailier gauche  |
| 120 | 10e  | Henry Durkin      | Canada      | Gardien de but |

### 1974
| No  | Tour | Nom               | Nationalité | Position       |
| --- | ---- | ----------------- | ----------- | -------------- |
| 11  | 1er  | Paul Baxter       | Canada      | Défenseur      |
| 26  | 2e   | Charlie Simmer    | Canada      | Centre         |
| 49  | 4e   | Jamie Hislop      | Canada      | Ailier droit   |
| 70  | 5e   | Mike Thompson     | Canada      | Défenseur      |
| 85  | 6e   | Tom Lindskog      | Canada      | Défenseur      |
| 100 | 7e   | Harvey Stewart    | Canada      | Gardien de but |
| 115 | 8e   | Steve Colp        | Canada      | Centre         |
| 130 | 9e   | Jack Brownschidle | États-Unis  | Défenseur      |
| 143 | 10e  | Serge Gamelin     | Canada      | Ailier droit   |
| 157 | 11e  | Glen McLeod       | Canada      | Défenseur      |
| 170 | 12e  | Doug Allan        | Canada      | Gardien de but |
| 181 | 13e  | Gordon Stewart    | Canada      | Centre         |
| 10  | S    | Doug Risebrough   | Canada      | Centre         |
| 13  | S    | Bruce Affleck     | Canada      | Défenseur      |
| 25  | S    | John Stewart      | Canada      | Centre         |

### 1975
| No  | Tour | Nom              | Nationalité | Position       |
| --- | ---- | ---------------- | ----------- | -------------- |
| 5   | 1er  | Ralph Klassen    | Canada      | Centre         |
| 19  | 2e   | Mal Zinger       | Canada      | Ailier droit   |
| 20  | 2e   | Kelvin Greenbank | Canada      | Ailier droit   |
| 35  | 3e   | Ed Staniowski    | Canada      | Gardien de but |
| 50  | 4e   | Peter Scamurra   | Canada      | Défenseur      |
| 65  | 5e   | Dennis Maruk     | Canada      | Centre         |
| 78  | 6e   | Joe Augustine    | États-Unis  | Défenseur      |
| 92  | 7e   | Michel Lachance  | Canada      | Défenseur      |
| 104 | 8e   | Joe Fortunato    | Canada      | Ailier gauche  |
| 116 | 9e   | Viktors Hatulevs | Lettonie    | Ailier gauche  |
| 129 | 10e  | Ari Kankaanperä  | Finlande    | Défenseur      |
| 142 | 11e  | Tom McNamara     | États-Unis  | Gardien de but |
| 153 | 12e  | Rick Marsh       | Canada      | Défenseur      |
| 163 | 13e  | Dan Shearer      | Canada      | Centre         |

### 1976
| No  | Tour | Nom            | Nationalité | Position       |
| --- | ---- | -------------- | ----------- | -------------- |
| 3   | 1er  | Glen Sharpley  | Canada      | Centre         |
| 14  | 2e   | Rod Schutt     | Canada      | Ailier gauche  |
| 27  | 3e   | Jeff McDill    | Canada      | Ailier droit   |
| 39  | 4e   | Rocky Maze     | Canada      | Ailier gauche  |
| 47  | 5e   | Vern Stenlund  | Canada      | Centre         |
| 51  | 5e   | Bob Miller     | États-Unis  | Centre         |
| 63  | 6e   | Rob Flockhart  | Canada      | Ailier gauche  |
| 75  | 7e   | Mark Earp      | Canada      | Gardien de but |
| 87  | 8e   | Ron Zanussi    | Canada      | Ailier droit   |
| 98  | 9e   | Charlie Skjodt | Canada      | Centre         |
| 109 | 10e  | Larry McRae    | Canada      | Gardien de but |